# Giuseppe Albino
Giuseppe Albino (Campobasso, 23 febbraio 1866 – Abba Garima, 1º marzo 1896) è stato un militare italiano, insignito della medaglia d'oro al valor militare alla memoria nel corso della battaglia di Adua.

## Biografia
Nacque a Campobasso,  il 23 febbraio 1866, figlio di Gennaro e di Leontina Soriano.  Frequentò il Liceo "Mario Pagano" della sua città natale, conseguendo la maturità nel 1882, e poi, nell'ottobre dello stesso anno, entrò all'Regia Accademia Militare di Modena da cui uscì il 3 agosto 1884 con il grado di sottotenente assegnato al 63° Reggimento fanteria. Circa tre anni dopo fu promosso tenente. Dotato di profonda cultura umanistica, nell'agosto 1890 divenne insegnante di lingua italiana alla Scuola militare di Modena.  Il 14 maggio 1891 entrò in servizio nel 12° Reggimento fanteria, lasciandolo quattro anni dopo per andare volontariamente in Africa orientale.  Conoscitore di numerose lingue straniere, tra le quali l'aramaico, lingua semitica parlata dagli abissini, fu assegnato al Corpo di spedizione militare in Africa al comando del generale Oreste Baratieri.  Sbarcò a Massaua il 18 dicembre 1895, assegnato in servizio al VII Battaglione indigeni al comando del maggiore Valli.  Il reparto, di cui comandava la prima centuria ascari, compì un duro addestramento.
All'alba del 1° marzo 1896 la colonna del generale Matteo Albertone, composta da quattro battaglioni indigeni, fra i quali il VII, secondo gli ordini doveva raggiungere il Colle di Chidane Meret. La colonna Albertone finì per andare inconsapevolmente più avanti dello schieramento italiano, e si trovò ben presto impegnata in combattimento contro forti formazioni nemiche. Il VII Battaglione si attestò ai piedi del Sendedò, con la sua centuria schierata a sinistra.
Alle 9:00 gli etiopici superarono la resistenza delle avanguardie italiane, e la battaglia divampò su tutto il fronte, con minaccia di avvolgimento delle residue forze della brigata "Albertone" che combattevano da quattro ore. Vista l'impossibilità di ottenere rinforzi, fu ordinata la ritirata, cui egli si conformò. Visti gli ascari al suo comando cadere in combattimento intorno a lui, non volle abbandonarli e raccolto circa venti uomini andò ancora all'attacco cadendo ucciso da una scarica di fucileria. Per onorarne il coraggio fu insignito della medaglia d'oro al valor militare alla memoria.  Una via di Campobasso porta il suo nome.